# Rak Junior I
Rak Junior I – samochód wyścigowy, zaprojektowany i skonstruowany w latach 1959–1961 przez Jerzego Jankowskiego pod marką Rak. Samochód był pierwszym polskim modelem skonstruowanym zgodnie z przepisami Formuły Junior, które celem dostosowania polskich wyścigów do międzynarodowych standardów wprowadzono do Wyścigowych Samochodowych Mistrzostw Polski na początku lat 60. Napędzany silnikiem Wartburga, ścigał się w latach 1961–1963. Za jego kierownicą Antoni Weiner w 1961 roku wygrał „Srebrną Wazę Motoru”, a w sezonie 1962 Longin Bielak został mistrzem Polski w kategorii Formuły Junior.
Zbudowano cztery egzemplarze modelu. Jego następcą był Rak Junior II.

## Tło
Pod koniec lat 50. w Polsce pojawiły się opinie, że pojazdy w Wyścigowych Samochodowych Mistrzostwach Polski powinny być dostosowane do międzynarodowej kategorii. W tym kontekście rozważano Formułę 3 oraz Formułę Junior. Ta druga seria powstała z inicjatywy Giovanniego Luraniego i w założeniu miała być tanią serią, przygotowującą przyszłych kierowców Formuły 1. Samochody Formuły Junior w dużej mierze opierały się na seryjnych samochodach turystycznych (produkowanych na poziomie przynajmniej tysiąca sztuk w przeciągu dwunastu miesięcy). Seria ta szybko stała się popularna w Europie i w 1960 roku za sprawą FIA zyskała status międzynarodowej (wcześniej zawody Formuły Junior odbywały się tylko we Włoszech).
W miarę zdobywania przez Formułę Junior popularności polscy działacze, kierowcy i konstruktorzy doszli do wniosku, że jest to jedyna możliwa metoda zbudowania w Polsce nowoczesnego samochodu wyścigowego. W 1959 roku Marek Wachowski w opublikowanym w „Motorze” artykule „Zwracamy uwagę na Formułę Junior” argumentował, że dotychczasowe polskie samochody wyścigowe powstawały jedynie w celu „zatkania dziury”, co w znacznym stopniu utrudniało międzynarodową rywalizację. Wachowski postulował, iż powinno się wyprowadzić polskie wyścigi samochodowe do skali międzynarodowej, co jest możliwe poprzez budowę takich samochodów, które byłyby zgodne z międzynarodowymi przepisami i pozwalały na równorzędną walkę z zagranicznymi konstrukcjami.
Jedną z osób żywo zainteresowanych wprowadzeniem na polskie tory wyścigowe samochodów Formuły Junior był Jerzy Jankowski. Ten konstruktor, a wcześniej wyścigowy kierowca motocyklowy, był odpowiedzialny za projekt i budowę pierwszego skonstruowanego od podstaw polskiego samochodu wyścigowego – Raka 650. Jankowski w 1959 roku rozpoczął opracowywanie planów samochodu według przepisów Formuły Junior, które opublikował na łamach „Motoru” na początku roku 1960. Plany te zakładały budowę samochodu ze skrzynią biegów Wartburg oraz silnikiem z Wartburga 311 bądź Moskwicza 407. Silniki te poprzez odpowiednie modyfikacje miały uzyskać pojemność odpowiednio 1,0 i 1,1 litra oraz moc około 70 KM przy 6500 rpm, przy czym silnik z Wartburga miał być trzycylindrowy, a z Moskwicza – czterocylindrowy. W zależności od silnika stosowany miał być gaźnik Jikov (Moskwicz) bądź Amal (Wartburg). Nadwozie miało być oparte na kratownicy przestrzennej, na które nałożona zostałaby karoseria aluminiowa. Przednie zawieszenie miało być rozwinięciem tego stosowanego w Raku 650/1300, a tylne opierało się na podwójnych dolnych wahaczach i teleskopowych prowadnicach. Chłodnica w założeniu pochodzić miała od AWZ P70.
Po przeanalizowaniu sytuacji Jankowski zdecydował się zrezygnować z jednostki Moskwicza, a zastosować silnik Wartburga, ponieważ był on tani, nieskomplikowany i łatwy w powiększaniu mocy. Następnie opracował dokumentację techniczną w warsztatach przy ulicy Kickiego w Warszawie, po czym rozpoczął budowę pierwszych pojazdów. Ze względu na trudności z otrzymaniem części Jankowski postanowił nie budować prototypu, a od razu skonstruować na początek pięć egzemplarzy. Ponieważ czas na budowę samochodów był bardzo krótki (opracowanie dokumentacji rozpoczęto 13 listopada 1960 roku, a pierwszy wyścig sezonu odbył się pod koniec maja 1961), zmodyfikowano niektóre plany konstrukcyjne.

## Silnik i skrzynia biegów
Na zespół napędowy samochodu składały się silnik i skrzynia biegów z mechanizmem różnicowym pochodzące od Wartburga. Pojemność tego dwusuwowego silnika wynosiła 995 cm³, a jego moc – do 80 KM przy 5350 rpm, przy czym seryjnie ten silnik osiągał 45 KM mocy. Zwiększenie mocy uzyskano poprzez: zaspawanie i frezowanie komory spalania, polerowanie wału korbowego, zmniejszenie grubości korbowodów, wzmocnienie sprężyn sprzęgła, wyważenie koła zamachowego, zastosowanie nowego kolektora ssącego oraz zmianę kształtu kolektora wydechowego. Zwiększenie mocy pozwoliło na rozpędzenie pojazdu do prędkości prawie 200 km/h.
W silniku zastosowano trzy motocyklowe gaźniki Dell’Orto o średnicy 35 mm. Były one zasilane pompą benzynową, napędzaną podciśnieniem skrzyni korbowej silnika. Średnica cylindrów wynosiła 73,5 mm, a skok tłoka – 78 mm. Stopień sprężania natomiast był równy 10:1. W układzie wydechowym zastosowano wspólną komorę ekspansyjną.
| I      | II      | III    | IV     | V      |
| ------ | ------- | ------ | ------ | ------ |
| 15,8:1 | 10,36:1 | 7,15:1 | 5,25:1 | 4,32:1 |

Skrzynia biegów została zmodyfikowana. Posiadała ona pięć biegów oraz bieg wsteczny. Biegi od pierwszego do czwartego były zsynchronizowane. Użyta została seryjna obudowa dla Formuły Junior. Chociaż łatwiej było skonstruować skrzynię biegów bez biegu wstecznego (prostsze umieszczenie skrzyni w obudowie), Jankowski nie zdecydował się na takie rozwiązanie, argumentując to faktem, iż posiadając bieg wsteczny, kierowca będzie mógł samodzielnie wrócić na tor po obróceniu pojazdu. Jednotarczowe sprzęgło pochodziło od Wartburga. Dźwignia zmiany biegów znajdowała się po prawej stronie kierownicy.
Na układ chłodzący składała się chłodnica z AWZ P70, połączona z silnikiem przy pomocy rur aluminiowych. Za chłodnicą znajdował się akumulator. Pompa wody była napędzana paskiem klinowym.

## Nadwozie i zawieszenie
Nadwozie było oparte na ramie przestrzennej, na którą składały się stopowe rury stalowe chromomolibdenowe. Rury te miały średnicę 30 mm, a ich grubość wynosiła 1,5 mm (dla rur głównych 1 mm). Masa tej ramy wynosiła 28 kg.
Niezależne przednie zawieszenie stanowiły podwójne poprzeczne wahacze nierównej długości, wykonane ze stopowych rur stalowych o średnicy 22 mm i grubości 1,5 mm. Były one ustabilizowane w ramie przy pomocy gumowych tulei. Elementem resorującym była sprężyna śrubowa, w której znajdował się regulowany amortyzator teleskopowy Armstrong.
Na niezależne tylne zawieszenie składały się poprzeczne wahacze oraz wzdłużny drążek prowadzący. Dolne wahacze były długie, sięgając aż do środka pojazdu; były one zamontowano jednopunktowo na ramie. Górny wahacz, przyjmujący ukośne położenie, był zamontowany dwupunktowo, przez co Jankowski chciał wyeliminować nadsterowność. Elementem zawieszenia były również wysięgniki korpusów łożyskujących półosie kół. Wysięgniki te służyły także do zamontowania szczęk i podwójnych cylinderków hamulcowych. Elementem resorującym, podobnie jak w przypadku przedniego zawieszenia, była sprężyna śrubowa i amortyzator Armstrong.
Układ kierowniczy składał się ze zmodyfikowanego korpusu zębatkowego pochodzącego od Mikrusa oraz dwóch drążków jednakowej długości, dobranych pod kątem poprawnej kinematyki sterowania kół. Mocujące mechanizm uchwyty były także mocowaniem dwóch pomp hamulcowych. Trójramienną kierownicę wykonano z duraluminium. Można ją było obrócić 2,2 raza od oporu do oporu.
15-calowe koła pochodziły z Wartburga 311. Koła te miały powiększone otwory chłodzące, a w celu zmniejszenia masy często były dodatkowo nawiercane. Na koła te założono seryjne ogumienie stosowane w Wartburgach i Trabantach. To rozwiązanie powodowało, że opony przy dużych prędkościach deformowały się, doprowadzając do potencjalnie niebezpiecznych sytuacji. Zastosowanie profesjonalnych opon przyczyniało się natomiast do problemów z zawieszeniem.
Dwuobwodowy układ hamulcowy był wyposażony w dwie pompy główne. Były one połączone z pedałem hamulca za pomocą orczyka, tj. urządzenia umożliwiającego nierówny rozkład sił hamowania. Cylinderki i szczęki hamulcowe pochodziły od Wartburga. Bębny, wykonane ze stopu magnezu, miały wiele żeber celem dobrego chłodzenia i były umieszczone przy kołach samochodu. Ich średnica to 230 mm, natomiast szerokość szczęk była równa 50 mm.
Zbiornik paliwa miał 15 litrów pojemności. Było to związane z krótkimi dystansami krajowych wyścigów. Był on umieszczony bardzo nisko za siedzeniem kierowcy. Pozycja zbiornika poprawiała rozkład masy samochodu. Możliwe było również zastosowanie dodatkowego zbiornika, połączonego równolegle z pierwszym.
Karoserię wykonano z blachy aluminiowej. W przedniej części znajdowała się duża, okrągła, zamykana pokrywą luka. To rozwiązanie zapewniało dobry dostęp do akumulatora, mechanizmu kierowniczego, pedałów czy pomp hamulcowych. Tylna część karoserii była łatwo zdejmowalna, dzięki czemu łatwo było dostać się do układu napędowego i zawieszenia. Cechą charakterystyczną samochodu była niska, aerodynamiczna sylwetka.
Fotel kierowcy był wykonany z aluminiowej blachy i wyłożony gąbczastą gumą. Był on łatwo regulowany. W porównaniu do poprzednich Raków i Krabów zwiększono kąt pochylenia oparcia. Elementami kokpitu poza fotelem był także obrotomierz, wskaźnik temperatury wody, włącznik zapłonu, lampka kontrolna i przycisk rozrusznika. Wymiary kokpitu były tak zaprojektowane, aby zapewnić jak największą wygodę każdemu kierowcy, niezależnie od wzrostu.
Rozstaw osi wynosił 2150 mm. Rozstaw zarówno przednich, jak i tylnych kół to 1200 mm. Długość samochodu była równa 3630 mm, szerokość – 840 mm, a wysokość – 770 mm. Prześwit wynosił 100 mm. Masa własna samochodu wynosiła 361 kg.
Zbudowano cztery egzemplarze modelu.

## Rak Junior I w wyścigach
Chociaż pojazd był gotowy na sezon 1961, nie postanowiono o organizowaniu wyłącznie mistrzostw Formuły Junior. Ze względu na niską wydolność warsztatów wybudowano bowiem zbyt małą liczbę odpowiednich pojazdów. Pojawiły się plany modyfikacji SAM-ów; według nich niektóre tylnosilnikowe pojazdy tego typu byłyby odpowiednie do mistrzostw Formuły Junior, gdyby ograniczyć pojemność silnika. Polski Związek Motorowy nie zdecydował się jednak na ten krok, decydując, iż w 1961 roku wszystkie samochody będą startować razem, a zwycięzca zamiast tytułu mistrza Polski otrzyma „Srebrną Wazę Motoru”. Ta ufundowana przez tygodnik nagroda była przechodnim trofeum, które otrzymywał zwycięzca każdego wyścigu (składającego się z trzech biegów). Zdobywca największej liczby punktów na koniec roku otrzymywał nagrodę na własność.
Samochód zadebiutował 21 maja 1961 roku w Opolu, a jego kierowcą był Andrzej Zieliński. Ponieważ nie zdążono poczynić wszelkich modyfikacji, samochód był wówczas wyposażony w inną (seryjną) skrzynię biegów oraz dwusuwowy silnik Auto Union o pojemności 1,1 litra. Zieliński zajął w wyścigu drugie miejsce, ulegając Jankowskiemu w Raku 1300. Samochód charakteryzował się wówczas niezawodnością oraz dobrym prowadzeniem.
4 czerwca odbył się wyścig w Poznaniu. Kierowcą Juniora I był Antoni Weiner. Zawodnik wygrał z dużą przewagą wszystkie trzy biegi i w konsekwencji triumfował w drugiej rundzie sezonu 1961.
Dwa następne wyścigi odbyły się za granicą. Pierwszy z nich miał miejsce w Budapeszcie, a kierowcą był Jankowski. Kierowca nie dostosował jednak właściwie przełożeń skrzyni biegów, a sam samochód uległ drobnym usterkom i Jankowski zajął dziesiąte miejsce. W Leningradzie wystawiono już dwa samochody: dla Weinera i Jankowskiego. Weiner finiszował na piątym miejscu, a Jankowski – na dziewiątym.
Podczas ostatniego wyścigu Mistrzostw Polski sezonu 1961 rywalizowali kierowcy z NRD i Węgier, przy czym kierowcy z NRD – Heinz Melkus i Max Byczkowski – ścigali się Melkusami według przepisów Formuły Junior. Do zawodów wystawiono trzy Raki Junior. Walka o czołowe pozycje rozegrała się między zawodnikami polskimi i niemieckimi. Zwyciężył ostatecznie Jankowski na Raku 1300. Rakami Junior ścigali się Antoni Weiner (drugi), Longin Bielak (piąty) i Władysław Szulczewski (ósmy). Weiner zdobył także „Srebrną Wazę Motoru” za sezon 1961.
W sezonie 1962 po raz pierwszy rozegrano Mistrzostwa Polski w kategorii Formuły Junior. Dla samochodów skonstruowanych do roku 1961, niespełniających wymogów Formuły Junior, przewidziana była formuła wolna. 1962 był rokiem debiutu Raka Juniora II, który był samochodem zmodyfikowanym między innymi pod kątem aerodynamiki. Szerokim zmianom w stosunku do Juniora I uległo nadwozie i zawieszenie. Równolegle wystawiono cztery Juniory I – dla Longina Bielaka, Antoniego Weinera, Władysława Szulczewskiego i Grzegorza Timoszka, przy czym samochód Timoszka był konstrukcją ukończoną już po sezonie 1961.
Przed startem sezonu polscy kierowcy ścigali się za granicą. W Bernau samochodami z 1961 wystartowali Timoszek i Szulczewski. Obaj kierowcy zajęli dalsze pozycje w związku z problemami z samochodami – Timoszek po problemach z pompą paliwa był ósmy, a Szulczewski zajął dwunaste miejsce po awarii kondensatora i w efekcie wyłączenia jednego cylindra z pracy. 10 czerwca Bielak i Timoszek ścigali się w Budapeszcie, ale w obliczu konkurencji ścigającej się Cooperami, Lotusami i Stanguellini byli niekonkurencyjni. Po problemach ze świecami zapłonowymi Bielak zajął piętnaste miejsce, natomiast Timoszek wskutek urwanego korbowodu nie ukończył rywalizacji.
Pierwszą eliminacją Wyścigowych Samochodowych Mistrzostw Polski sezonu 1962 była runda w Toruniu 1 lipca. Dwa pierwsze biegi wygrał Bielak i to on zwyciężył w klasyfikacji końcowej wyścigu. Weiner zajął trzecie miejsce. Timoszek wskutek awarii wału korbowego wycofał się z drugiego biegu i nie wystartował w trzecim.
Po tym wyścigu odbyły się zawody w ZSRR, w Leningradzie. Weiner, Bielak i Szulczewski zajęli w pierwszym biegu odpowiednio trzecie, czwarte i piąte miejsce. W całym wyścigu Weiner zajął drugie miejsce (za Heinzem Melkusem), Bielak był czwarty, a Szulczewski siódmy.
Drugą rundą sezonu 1962 mistrzostw Polski był wyścig w Szczecinie. Wszystkie biegi wygrali kierowcy Juniorów I – w pierwszym triumfował Szulczewski, a w dwóch kolejnych Bielak. W trzecim biegu odpadli Weiner, Szulczewski i Timoszek. Mimo to w końcowej klasyfikacji wyścigu pierwsze cztery miejsca zajęli zawodnicy startujący Rakami Junior I – triumfował Bielak przed Weinerem, Szulczewskim i Timoszkiem.
Ostatnia eliminacja sezonu odbywała się na lotnisku Czyżyny w Krakowie. Te międzynarodowe zawody wygrał kierowca z NRD, Willy Lehmann. Longin Bielak na Juniorze I nie ukończył wyścigu. Kierowca ten zdobył jednak tytuł mistrza Polski sezonu 1962 w klasie Formuły Junior.
Sezon 1963 był ostatnim sezonem, w którym obowiązywały przepisy Formuły Junior, zniesione od 1964 roku na rzecz Formuły 3. Kierowcami Juniora I byli Antoni Weiner, Grzegorz Timoszek i Władysław Paszkowski. Pierwszy wyścig sezonu odbył się 12 maja w Białymstoku, a najlepiej spisali się w nim kierowcy Juniorów II. Grzegorz Timoszek zajął drugie miejsce w trzecim biegu oraz czwarte w ogólnej klasyfikacji. Paszkowski był siódmy, a Weiner nie został sklasyfikowany.
W rundzie w Lublinie 16 czerwca startował tylko Timoszek. Zajął on piąte miejsce w pierwszym biegu, czwarte w drugim, a drugie – w trzecim. Pozwoliło to na sklasyfikowanie tego kierowcy na czwartym miejscu w końcowej klasyfikacji zawodów.
Żaden Rak Junior I wziął udział w trzeciej eliminacji mistrzostw, będącej jednocześnie eliminacją Pucharu Pokoju i Przyjaźni. W ostatniej eliminacji w Tychach Timoszek wygrał ostatni bieg i zajął drugie miejsce w wyścigu. Weiner był trzeci, a Paszkowski szósty. Timoszek został sklasyfikowany na trzecim miejscu w klasyfikacji Wyścigowych Samochodowych Mistrzostw Polski. Weiner w tej klasyfikacji był siódmy, a Paszkowski ósmy.

## Dalsze losy modelu
Przetrwało niewiele samochodów Rak z lat 60. Identyczna sytuacja ma się z Juniorami I. Do dziś zachowała się rama egzemplarza numer 1 albo 3. W pierwszej dekadzie XXI wieku egzemplarz numer 2 został zakupiony przez Roberta Stecia; pojazdem tym ścigał się Antoni Weiner. Samochód jest zdekompletowany, ale zdaniem właściciela nadaje się do odrestaurowania.